# Marc Piccard
Marc Piccard (geb. 9. Juli 1905 in Lausanne; gest. 6. Dezember 1989 in Saint-Sulpice) war ein Schweizer Architekt und Maler.

## Ausbildung und Karriere
Marc Piccard studierte 1925 bis 1929 Architektur an der ETH Zürich, als wichtige Lehrer werden Karl Moser sowie Otto R. Salvisberg genannt, der allerdings erst ab 1930 in Zürich lehrte. Nach einer kurzen Anstellung bei Alphonse Laverrière in Lausanne arbeitete er Mitte der 1930er Jahre für die Schweizerische Vereinigung für Innenkolonisation und industrielle Landwirtschaft in Einsiedeln, wo er sich, unter anderem anlässlich der Umsiedlungen von Landwirtschaftsbetrieben wegen des Baus des Etzelwerks, mit der Rationalisierung des ländlichen Hauses beschäftigte.
1934 gewann er den Wettbewerb für ein Strandbad in Lausanne-Ouchy, das Bellerive-Plage, einen 280 Meter langen Gebäudekomplex, der bereits den Zeitgenossen als beispielhaft als «Manifest einer Idee [erschien], … als Ganzes …, das als solches wirkt und so erlebt wird, und in dem jeder Teil seinen wohlerwogenen Platz einnimmt.» Das Bad, ein Schlüsselwerk des Architekten, das 1962 von ihm erweitert und 1993 von Devanthéry und Lamunière saniert wurde, ist Kulturgut von nationaler Bedeutung der Schweiz.
Anfang der 1950er Jahre errichtete er – ebenfalls aus einem Wettbewerb hervorgehend – die Landwirtschaftsschule Grange-Verney in Moudon. Es folgte bis 1955 der Schulkomplex Belvédère. Auch hier, wie in den Bauten für die medizinische Fakultät der Universität Lausanne (1959), findet sich die «gleiche Klarheit der Formen und Proportionen und der Willen zur Perfektion bis ins Detail». 1968 beendete Piccard seine Architektenlaufbahn, um sich ganz der Malerei zu widmen.

## Werke (Auswahl)
- Bellerive-Plage, Strandbad, Ouchy 1937
- Landwirtschaftsschule Grange-Verney, Moudon 1951
- Sekundarschule Belvédère, Lausanne 1952–1965
- Medizinische Fakultät, Universität Lausanne 1959
- Bellefleur-Boisy, Schulkomplex, Lausanne 1960
- Werkhof der städtischen Elektrizitätswerke, Morges 1962–1965

## Belege
1. ↑  Marc Piccard: Die Schafhalde, eine landwirtschaftliche Primitivsiedlung bei Einsiedeln. In: Schweizerische Bauzeitung. Band 106, Nr. 11, 1935, S. 122–124, doi:10.5169/seals-47484.
2. ↑  N.N.: Das Strandbad Bellerive-Plage in Lausanne. In: Schweizerische Bauzeitung. Band 111, Nr. 18, 1938, S. 230–124, doi:10.5169/seals-49848.
3. ↑  Werner Jegher: Monumentale Architektur: Bemerkungen zum Strandbad Bellerive-Plage. In: Schweizerische Bauzeitung. Band 111, Nr. 18, 1938, S. 233–234, doi:10.5169/seals-49848.
4. ↑  N.N.: Die Kantonale Landwirtschaftliche Schule Grange-Verney bei Moudon. In: Schweizerische Bauzeitung. Band 69, Nr. 40, 1951, S. 555–557 mit zwei Tafeln, doi:10.5169/seals-58930.
5. ↑  Marc Piccard: Le groupe scolaire du Belvédère à Lausanne. In: Schweizerische Bauzeitung. Band 74, Nr. 50, 1956, S. 769–773, doi:10.5169/seals-62758.
6. ↑  Fréderic Brugger, François Neyroud: Marc Piccard, architecte. In: Ingénieurs et architectes suisses. Band 111, Nr. 3, 1990, S. B12 (online).

| Personendaten    | Personendaten       |
| ---------------- | ------------------- |
| NAME             | Piccard, Marc       |
| KURZBESCHREIBUNG | Schweizer Architekt |
| GEBURTSDATUM     | 9. Juli 1905        |
| GEBURTSORT       | Lausanne            |
| STERBEDATUM      | 6. Dezember 1989    |
| STERBEORT        | Saint-Sulpice VD    |